# پروین پژواک
پروین پژواک (زادهٔ ۱۳۴۵، کابل) داستان‌نویس و شاعر معاصر افغانستان است.

## زندگی
پژواک تحصیلات ابتدایی را در لیسه ملالی و تحصیلات عالی را در رشته طب کودکان در انستیتوی ابوعلی سینای بلخی کابل به پایان رساند.
در حال حاضر به همراه همسر و فرزندانش (دو دختر و دو پسر) در ایالت اونتاریوی کانادا زندگی می‌کند.

## آثار
از پروین پژواک تاکنون مجموعه داستان «نگینه و ستاره» و رمان «سلام مرجان» و مجموعه شعر «مرگ خورشید» منتشر شده‌است.
کتاب شعر کودکانه «پرنده باش» /شامل 12 شعر مخصوص کودکان/ چاپ: اول تابستان 1386/ ناشر: لیسه خصوصی توهید/ هرات

## نمونه شعر
| شانه کنم زلفانت |  | سرمه کنم چشمانت |
| بوسه زنم لبانت  |  | جانم فدای جانت  |